# تامی اینگیبریگسن
تامی اینگیبریگسن (انگلیسی: Tommy Ingebrigtsen؛ زادهٔ ۸ اوت ۱۹۷۷) اسکی‌باز پرش، موسیقی‌دان، و گیتارنواز اهل نروژ است.